# Keiko Ihara
Keiko Ihara (jap. 井原慶子 Ihara Keiko; ur. 4 lipca 1973 roku w Tokio) – japońska zawodniczka startująca w wyścigach samochodowych.

## Kariera
Ihara rozpoczęła karierę w międzynarodowych wyścigach samochodowych w 2000 roku od startów w Autobytel Lotus Sport Elise oraz Brytyjskiej Formule Renault. W późniejszych latach Japonka pojawiała się także w stawce Francuskiej Formuły 3, Macau Asian Formula 2000 Challenge, Formula 2000 Asia, Super GT, Azjatyckiej Formuły BMW, Masters of Formula 3, Brytyjskiej Formuły 3, Formuły Le Mans, 24-godzinnego wyścigu Le Mans, FIA World Endurance Championship, Asian Le Mans Series oraz European Le Mans Series.

## Wyniki w 24h Le Mans
| Rok  | Zespół                  | Partnerzy                          | Samochód           | Klasa | Okr. | Poz. | Klasa Pos. |
| ---- | ----------------------- | ---------------------------------- | ------------------ | ----- | ---- | ---- | ---------- |
| 2012 | Gulf Racing Middle East | Jean-Denis Délétraz Marc Rostan    | Lola B12/80-Nissan | LMP2  | 17   | NU   | NU         |
| 2013 | Gulf Racing Middle East | Fabien Giroix Philippe Haezebrouck | Lola B12/80-Nissan | LMP2  | 22   | NU   | NU         |
| 2014 | Larbre Compétition      | Pierre Ragues Ricky Taylor         | Morgan LMP2-Judd   | LMP2  | 341  | 14   | 9          |